# Haus Wischlingen

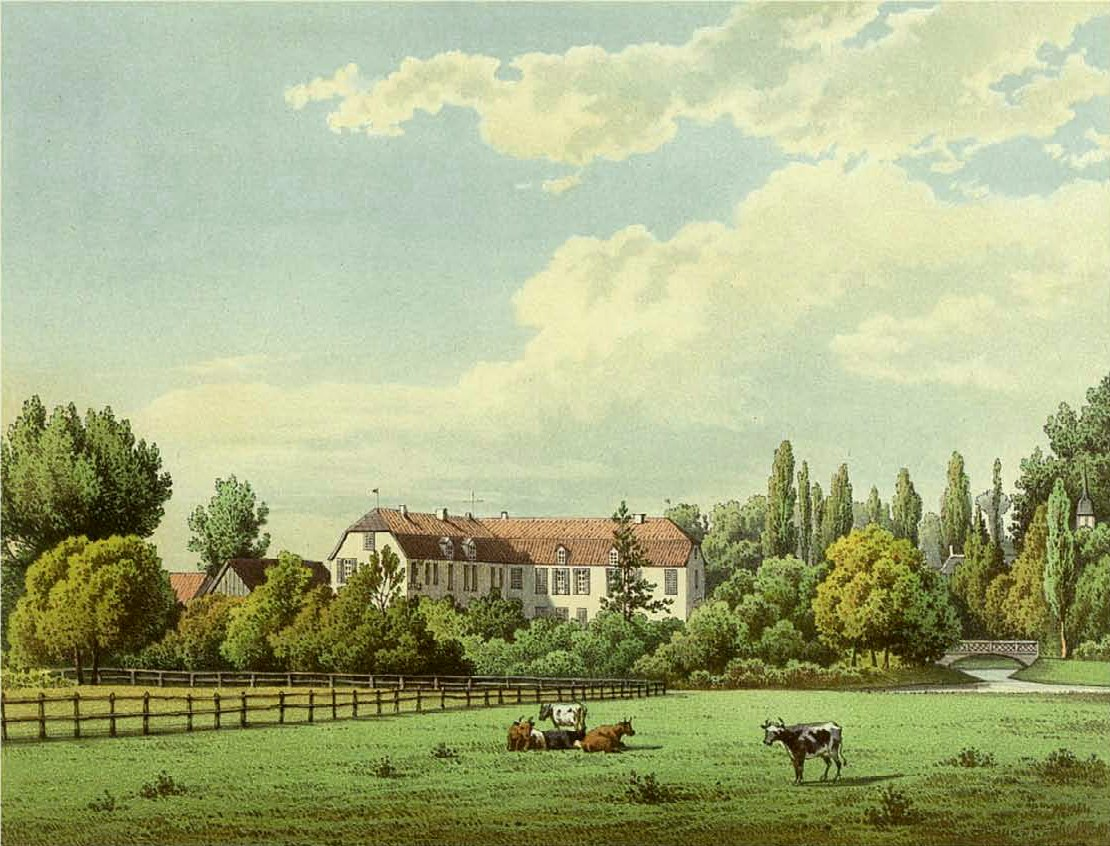
Rittergut Wischlingen um 1860, Sammlung Alexander Duncker

Das Rittergut Haus Wischlingen befindet sich im westlichen Dortmunder Stadtteil Wischlingen (Stadtbezirk Huckarde).
Vom ehemaligen Rittergut Wischlingen, welches 1903 wegen Baufälligkeit abgebrochen werden musste, ist bis heute nur die 1783 errichtete Fachwerkkapelle erhalten. Ihre Fundamente gehen bereits auf einen um das Jahr 1400 errichteten Vorgängerbau zurück. An der Stelle wurde der erste evangelische Gottesdienst auf westfälischem Boden gefeiert. Die Kapelle wurde als Fachwerksaalbau mit Dachreiter und polygonalem Chor erbaut. Nach einer ersten Instandsetzung im Jahr 1951 wurde die Kapelle in den Jahren 1974 und 1975 restauriert und in den Revierpark Wischlingen integriert. In der Kapelle befindet sich ein Kanzelaltar aus Holz sowie Grabplatten der Familien von Syberg und von Sydow aus dem 17. und 18. Jahrhundert.
Das Haus Wischlingen ist als Bodendenkmal, die evangelische Kapelle, einziger sakraler Fachwerkbau Dortmunds, als Baudenkmal in die Denkmalliste der Stadt Dortmund eingetragen.

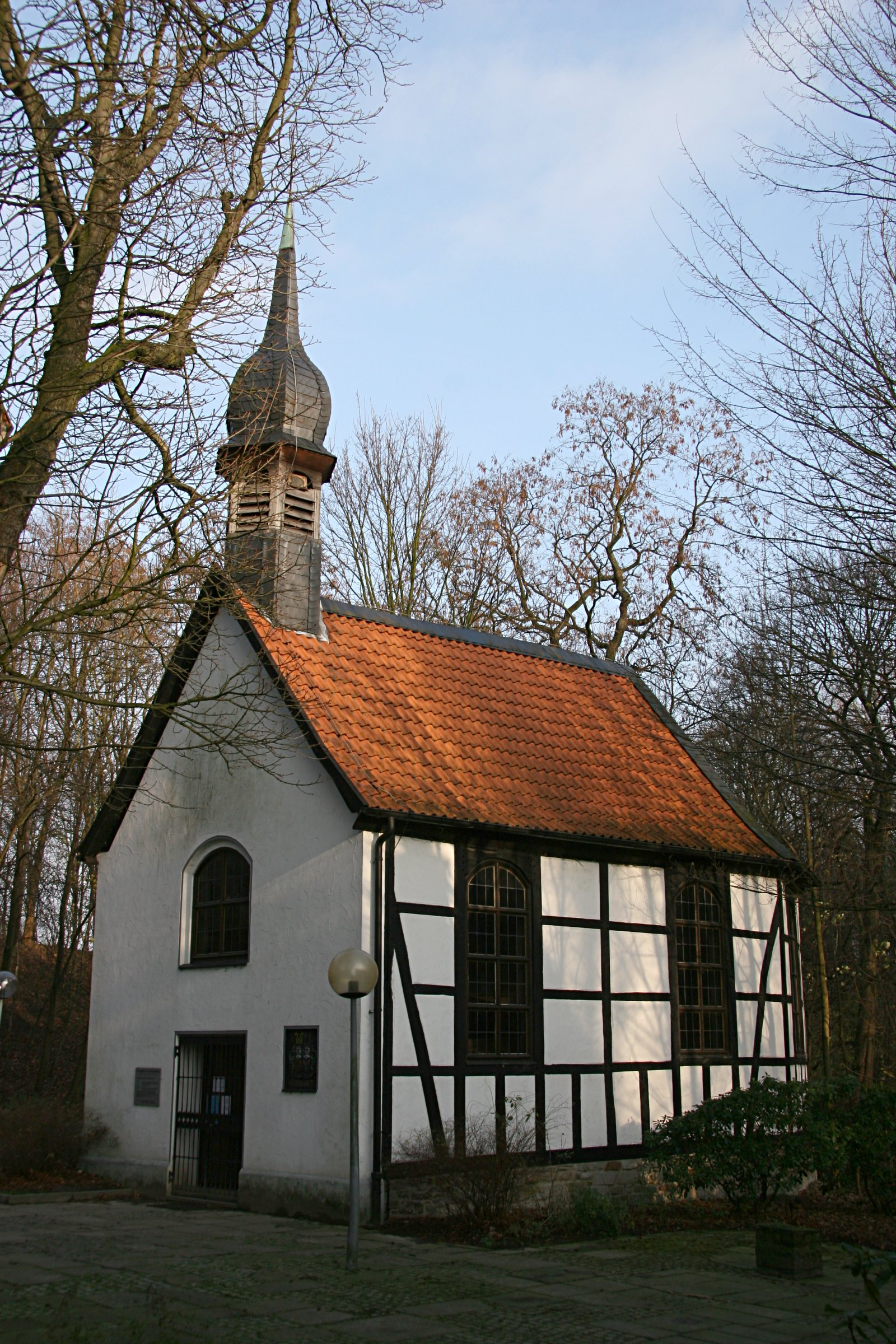
Kapelle Wischlingen
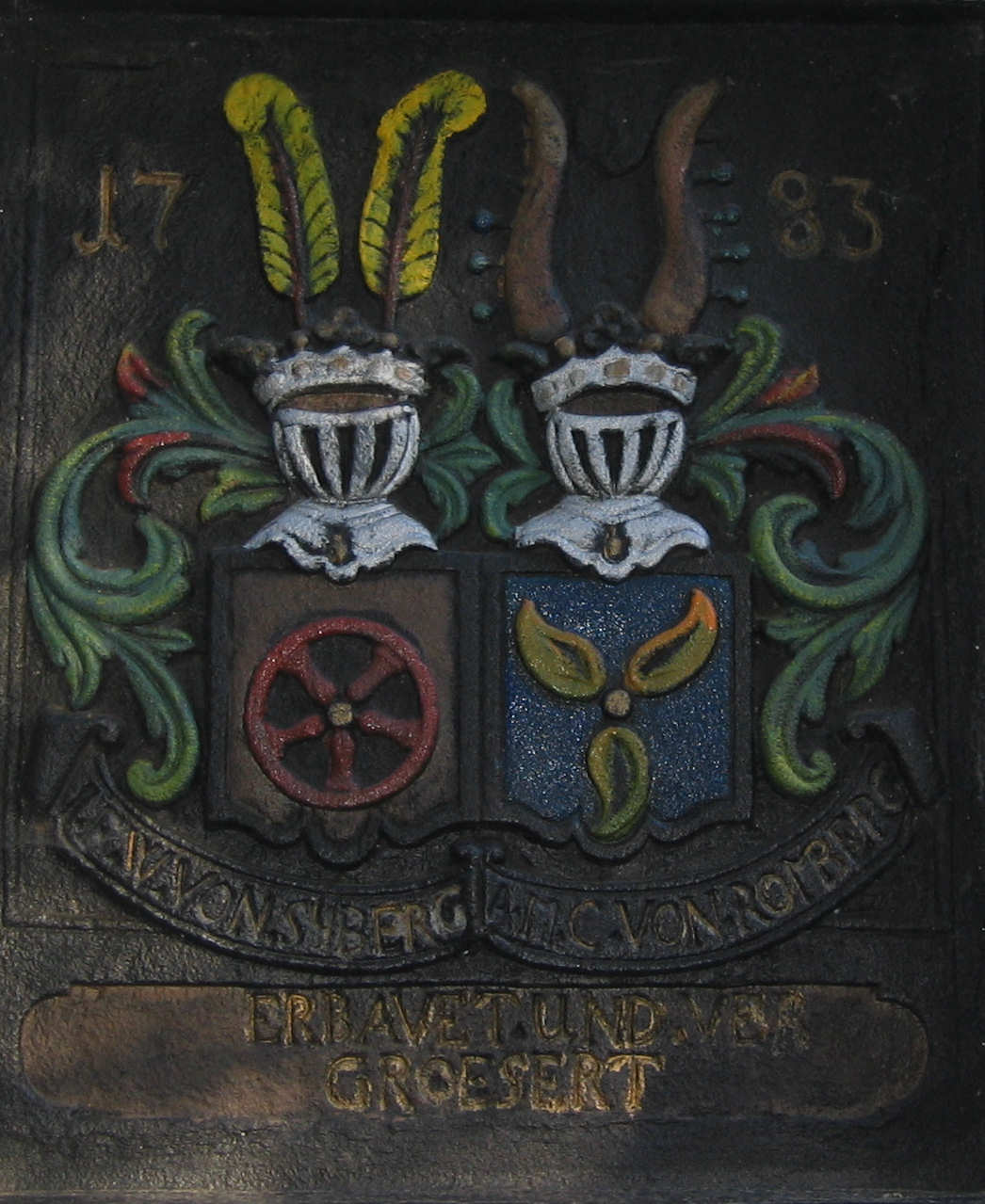
Familienwappen derer von Syberg und Romberg an der Kapelle